# Tongatapu 7
Tongatapu 7 es un distrito electoral para la Asamblea Legislativa de Tonga. Se estableció para las elecciones generales de noviembre de 2010, cuando los distritos electorales regionales multi-escaños para Representantes Populares fueron reemplazados por distritos electorales de un solo asiento, eligiendo a un representante. Ubicado en la isla principal del país, Tongatapu, abarca los pueblos de Pea, Tokomololo, Haʻateiho, Lotohaʻapai y parte de Tofoa y Koloua.
Su primer representante fue Sione Saulala, un legislador que representa al Partido Democrático de las Islas Amigas.

## Miembros del Parlamento
| Año de Elección | Miembro              | Partido                                 |
| --------------- | -------------------- | --------------------------------------- |
| 2010            | Sione Saulala        | Partido Democrático de las Islas Amigas |
| 2014            | Sione Vuna Fa'otusia | Partido Democrático de las Islas Amigas |
| 2017            | Sione Vuna Fa'otusia | Partido Democrático de las Islas Amigas |
| 2021            | Sione Saulala        | Partido Democrático de las Islas Amigas |
| 2022            | Paula Piveni Piukala | Partido Democrático de las Islas Amigas |